# Love Songs (álbum de Mariah Carey)
Love Songs é um relançamento do álbum The Ballads, com a retirada da faixa "All I Want for Christmas is You" e foi lançado excluvisvamente para o Reino Unido na época do dia dos namorados em 8 de Fevereiro de 2010.

## Faixas
Lista de faixas:
| N.º            | Título                                                                 | Duração |  |
| 1.             | "Hero"                                                                 | 4:19    |  |
| 2.             | "Vision of Love"                                                       | 3:31    |  |
| 3.             | "Without You"                                                          | 3:34    |  |
| 4.             | "Always Be My Baby"                                                    | 4:18    |  |
| 5.             | "My All"                                                               | 3:50    |  |
| 6.             | "How Much" (participação de Usher)                                     | 3:31    |  |
| 7.             | "Dreamlover"                                                           | 3:53    |  |
| 8.             | "Thank God I Found You" (Make It Last Remix participação de Joe e Nas) | 5:09    |  |
| 9.             | "The Roof (Back in Time)"                                              | 5:14    |  |
| 10.            | "One Sweet Day" (participação de Boyz II Men)                          | 4:41    |  |
| 11.            | "Anytime You Need a Friend"                                            | 4:26    |  |
| 12.            | "I'll Be There" (participação de Trey Lorenz)                          | 4:43    |  |
| 13.            | "I Still Believe"                                                      | 3:54    |  |
| 14.            | "Reflections (Care Enough)"                                            | 3:23    |  |
| 15.            | "Open Arms"                                                            | 3:30    |  |
| 16.            | "Against All Odds (Take a Look at Me Now)" (participação de Westlife)  | 3:25    |  |
| 17.            | "Endless Love" (participação de Luther Vandross)                       | 4:18    |  |
| Duração total: | Duração total:                                                         | 66:39   |  |

1. ↑  «Mariah Carey - Love Songs» (em inglês). AllMusic. Consultado em 21 de dezembro de 2014